# Scars (canción de Allison Iraheta)
«Scars» es el segundo sencillo del álbum  Just Like You, de Allison Iraheta Allison Iraheta. Fue escrita por Elyssa James y Toby Gad. quien también fue productor del sencillo.

## Ventas
| Año  | Título  | Ventas |
| ---- | ------- | ------ |
| 2009 | «Scars» | 20 000 |

## Apariciones
"Scars" fue interpretado en el especial de "Monster High: New Ghoul @ School," una serie de televisión basada en una línea de muñecas y cómics de Internet.